# Тарпан
Тарпан (лат. Equus ferus ferus) је изумрла подврста дивљег коња (лат. Equus ferus). Последњи тарпан у заробљеништву је угинуо 1909. у зоолошком врту у Русији.
Ову подврсту први пут је описао Јохан Фридрих Гмелин 1774. године, када је посетио Бобровски округ у данашњој Русији. Питер Бодарт је 1784. године именовао овог коња као Equus ferus. Претпоставља се да сви одомаћени коњи (Equus ferus caballus) потичу од ове дивље подврсте.
Тарпан на киргиском и казашком језику значи коњ.

## Изумирање
Изумирање тарпана у Јужној Европи почело је још у античко доба, као последица људских активности. Тарпани су најдуже опстали у јужним деловима руске степе. До 1880. већина тарпана су у ствари били хибриди тарпана и подивљалих домаћих коња, а чистокрвни тарпани су постали веома ретки. Последња јединка тарпана за коју је научно доказано да је прави тарпан, убијена је 1879. Након ове године било је неколико спорних документовања јединки за које се веровало да су можда тарпани. Тарпан је у дивљини изумро између 1875. и 1890, а последњи тарпан у заробљеништву угинуо је 1909. у зоолошком врту у Русији.
Према неким истраживачима, тарпани који су живели у последња два века пре званичног изумирања, били су у ствари хибриди тарпана и домаћих коња или само подивљали домаћи коњи. Мали број истраживача верује да су они били чистокрвни тарпани.
Једини примерак који је фотографисан је такозвани херсонски тарпан, који је ухваћен као ждребе у близини Нововоронцовска 1866. Угинуо је 1887. у московском зоолошком врту. Овај коњ није имао особине које су према историјским изворима одликовале тарпана. Данас се верује да је ова јединка била или хибрид или подивљали домаћи коњ.

## Покушаји спашавања
Пољске власти су покушале да спасу тарпана од изумирања стварањем резервата природе у Бјаловјешкој шуми, намењеног коњима који потичу од тарпана. Резерват природе је створен 1780. и пружао је уточиште тарпанима до 1806. када је укинут. Последњи тарпани су дати локалним сељацима и верује се да су оставили потомке мешајући се са домаћим коњима. Према неким изворима, раса коник потиче од хибрида који су настали укрштањем ових тарпана и домаћих коња. Међутим, нема доказа да се коник генетски разликује у значајној мери од осталих домаћих раса коња, па према томе теорија да потиче од тарпана не може бити потврђена.

## Покушаји оживљавања
Било је најмање три покушаја да се ова подврста оживи, селективним узгојем коња сличних фенотипских својстава изворног тарпана. 
Пољски универзитетски професор Тадеуш Ветулани је 1936, је одабрао један број пољских сеоских коња, за које је веровао да подсећају на историјског тарпана и започео селективни узгој. Створена је нова раса коња, коник, која фенотипски подсећа на тарпана, али се генетски не разликује од осталих раса домаћег коња.
Почетком 1930-их директори берлинског зоолошког врта Лудвиг Хек и минхенског зоолошког врта Хајнц Хек започели су укрштање коника са дивљим коњем Пржевалског, готландским понијем и исландским коњем. До 1960 створили су расу коња коју су назвали Хеков коњ.
Средином 1960-их Хари Хегард је започео сличан програм у САД, он је у селективном узгоју користио мустанга и локалне ранчерске радне коње, чиме је створена раса Хегардов коњ.

## Расе коња које су наводно преживели тарпани
Неке од раса за које се наводи да представљају преживеле тарпане су ексмурски пони и дулменски пони. Ипак генетска истраживања нису потврдила постојање разлике ових раса од осталих раса домаћег коња. Са друге стране, још увек није урађена студија која би упоредила расе домаћих коња са европским дивљим коњем.